# Nailia Guiliazova
Nailia Guiliazova   (Kazan, 2 de gener de 1953) és una tiradora d'esgrima russa, ja retirada, especialista en floret, que va competir sota bandera de la Unió Soviètica durant les dècades de 1970 i 1980.
El 1976 va prendre part en els Jocs Olímpics d'Estiu de Mont-real, on va guanyar la medalla d'or en la prova del floret per equips del programa d'esgrima. Quatre anys més tard, als Jocs de Moscou, guanyà la medalla de plata en la mateixa prova, mentre en la del floret individual quedà eliminada en sèries.
En el seu palmarès també destaquen vuit medalles al Campionat del món d'esgrima, set d'or i una de bronze, entre les edicions de 1974 i 1982. El 1979 guanyà una medalla de plata a les Universíades. Guanyà dos campionats soviètics de floret individual, el 1979 i 1983.